# Statens Serum Institut

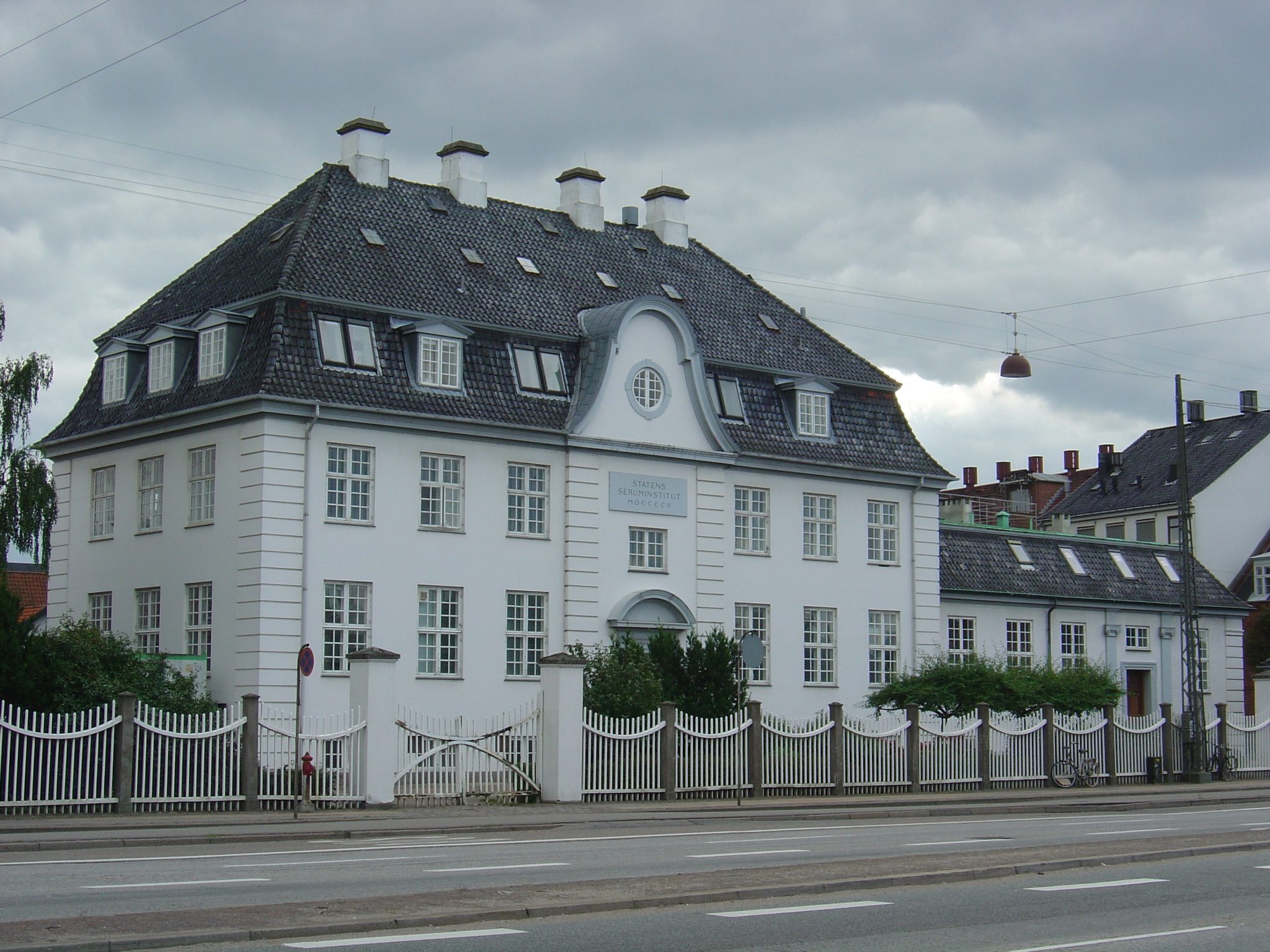
Hauptgebäude des SSI

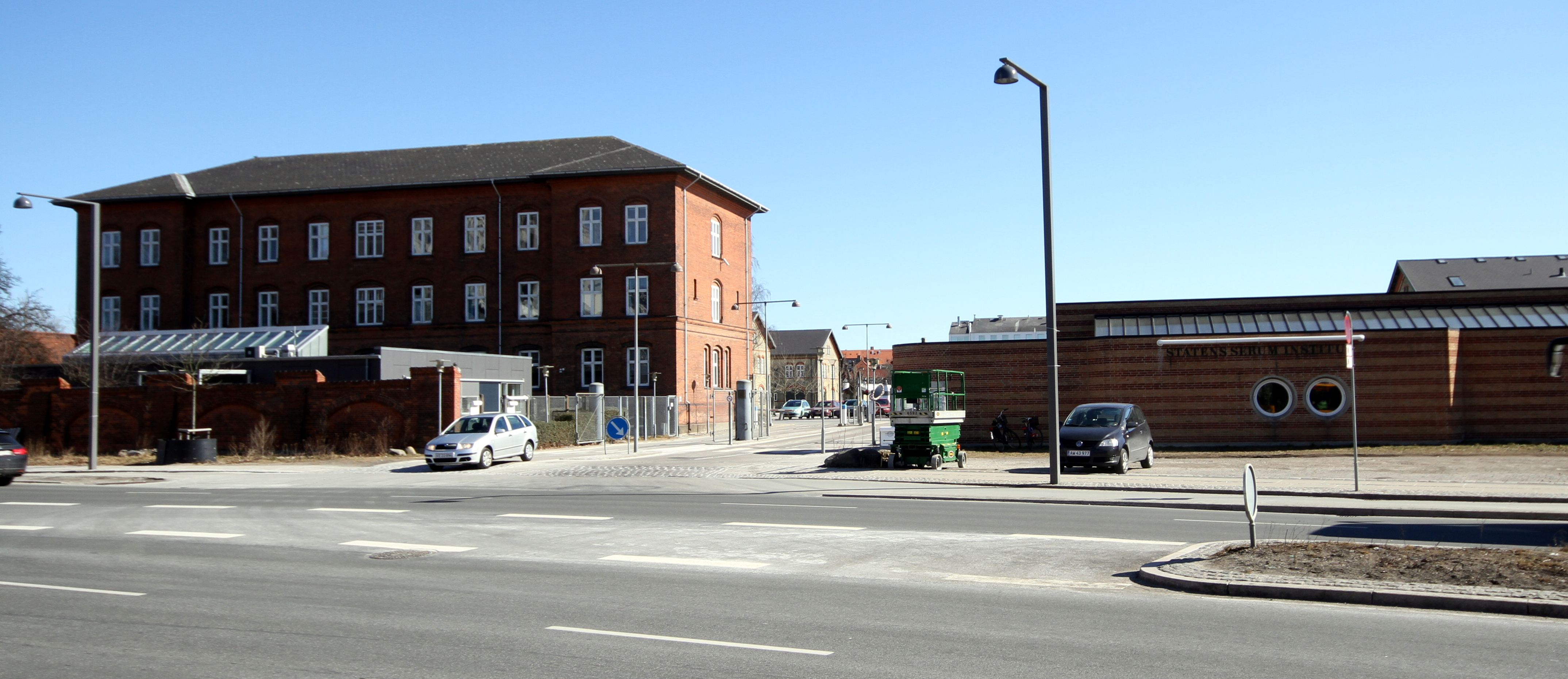
Eingang des SSI, Islands Brygge

Statens Serum Institut (SSI) ist das zentrale Labor und Zentrum des dänischen Gesundheitsdienstes für die Prävention und Behandlung von Infektionskrankheiten, angeborenen Krankheiten und biologischen Bedrohungen.
Organisatorisch ist das SSI ein öffentliches marktorientiertes staatliches Unternehmen und eine Forschungseinrichtung des Gesundheitsministeriums (Sundhedsministeriet). Im Januar 2017 hatte SSI etwa 700 Angestellte. Das Institut befindet sich seit seiner Gründung im Jahr 1902 auf der Insel Amager am Amager Boulevard in Kopenhagen. Das Grundstück wurde in den letzten Jahren um Flächen der 1952 geschlossenen Artillerivejens Kaserne erweitert.
In der Vergangenheit wurden neben der Erforschung der Epidemiologie und Prävention von Krankheiten auch Impfstoffe entwickelt und hergestellt. Die Impfstoffproduktion wurde im Januar 2017 an AJ Vaccines A/S verkauft.

## Aktivitäten
Statens Serum Institut wurde am 9. September 1902 mit dem Ziel gegründet, ein Serum zur Behandlung von Patienten mit Diphtherie herzustellen. Die Aufgaben von SSI wurde in den folgenden Jahren erheblich erweitert, so dass es heute als internationales Forschungs-, Produktions- und Dienstleistungsunternehmen für Biotechnologie zur Vorbeugung, Bekämpfung von Infektionskrankheiten und angeborenen Störungen und als größte Forschungseinrichtung im Gesundheitsbereich auftritt.
Das Institut ist in verschiedenen Spezialabteilungen aufgegliedert. Diese reichen von Informationsaktivitäten über die Überwachung von Infektionskrankheiten bis hin zur tatsächlichen Herstellung von Arzneimitteln. Die Hauptaktivitäten von SSI umfassen folgende Verantwortungsbereiche:
- Überwachung und Beratung in Bezug auf Inzidenz, Prävention und Behandlung von Infektionskrankheiten und angeborenen Störungen
- Spezielle Diagnostik von Infektions-, Autoimmun-, angeborenen und genetischen Erkrankungen
- Lieferung von Impfstoffen, Medikamenten auf Blutplasmabasis sowie anderen biologischen Produkten und Diagnostika
- Forschung und Entwicklung in den Tätigkeitsbereichen auf internationaler Ebene
- Unterrichten von Angehörigen der Gesundheitsberufe in Mikrobiologie und Hygiene
- Speichern von Blutproben aller Neugeborenen seit 1982 in der Neonatale Screening Biobank

Als weltweit erster Impfstoffhersteller erhielt SSI 1996 die Erlaubnis, einen kombinierten Impfstoff gegen die vier Krankheiten Diphtherie, Tetanus, Polio (Polio) und Pertussis (DiTeKiPol) zu vermarkten. Dieser Impfstoff wird seit Anfang 1997 in Dänemark eingesetzt. Der Impfstoff wird heutzutage als DiTeKiPol / Act-Hib bezeichnet und bietet auch Schutz gegen Meningitis und Laryngitis, die durch das Bakterium Haemophilus influenzae verursacht werden. Seit 1996 ist das SSI der einzige Hersteller von Plasmaprodukten auf der Basis von Blut dänischer Spender.
Das Bandim Health Project, eine Forschungsstation in Guinea-Bissau, wird vom Statens Serum Institut betrieben.
Von 1998 bis 2016 war Nils Strandberg Pedersen Leiter des Institutes (Administrerende direktør). Ihm folgte Mads Melbye, der 2020 als Forschungsleiter zur Dänischen Krebsgesellschaft wechselte. Seither ist Henrik Ullum Leiter des Institutes.

## Verkauf der Impfstoffproduktion
2016 wurde die Impfstoffproduktion für 15 Mio. Kronen an AJ Vaccines A/S verkauft. Nach Angaben des Nationalen Rechnungshofs lagen die mit dem Verkauf verbundenen direkten und indirekten Gesamtkosten zwischen rund 1,3 Milliarden und 1,8 Milliarden Kronen, für die der dänische Staat aufkommen musste.